# Acasta hirsuta
Acasta hirsuta is een zeepokkensoort uit de familie van de Archaeobalanidae.